# Waldsassen
Waldsassen város Németországban, azon belül Bajorországban, Felső-Pfalz kerületben, Tirschenreuth járásban. Lakosainak száma 6666 fő (2023. december 31.). Waldsassen Cheb, Lipová, Pomezí nad Ohří, Mitterteich, Leonberg (Oberpfalz), Neualbenreuth és Konnersreuth községekkel határos.

## Népesség
A település népessége az elmúlt években az alábbi módon változott:
| Lakosok száma | 1843 | 7808 | 8763 | 7894 | 6812 | 6699 | 6767 | 6750 | 6643 | 6666 |
|               | 1875 | 1950 | 1975 | 1987 | 2012 | 2014 | 2016 | 2017 | 2021 | 2023 |

## Fekvése
A Wondreb völgyében, Marktredwitztől keletre, a cseh-német határ közelében fekvő település.

### Városrészek
| - Egerteich - Glasmühle - Glaswies - Groppenheim - Hatzenreuth - Hundsbach - Kappel | - Kondrau - Mammersreuth - Mitterhof - Münchenreuth - Naßgütl - Netzstahl - Neusorg | - Pechtnersreuth - Pfudermühle - Querenbach - Schloppach - Schottenhof - Waldsassen - Wolfsbühl |

## Leírása

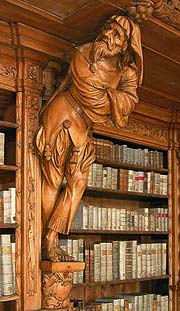

Waldsassen nevezetessége az 1128-ban alapított ciszterci apátsága (Zisterzienserabtei Waldsassen).
A román bazilikát barokk stílusban építették át a 17-18. században, kolostora dúsan faragott. Nevezetes atlaszokkal díszített könyvtárterme (Bibliotheksaal) is.

## Galéria

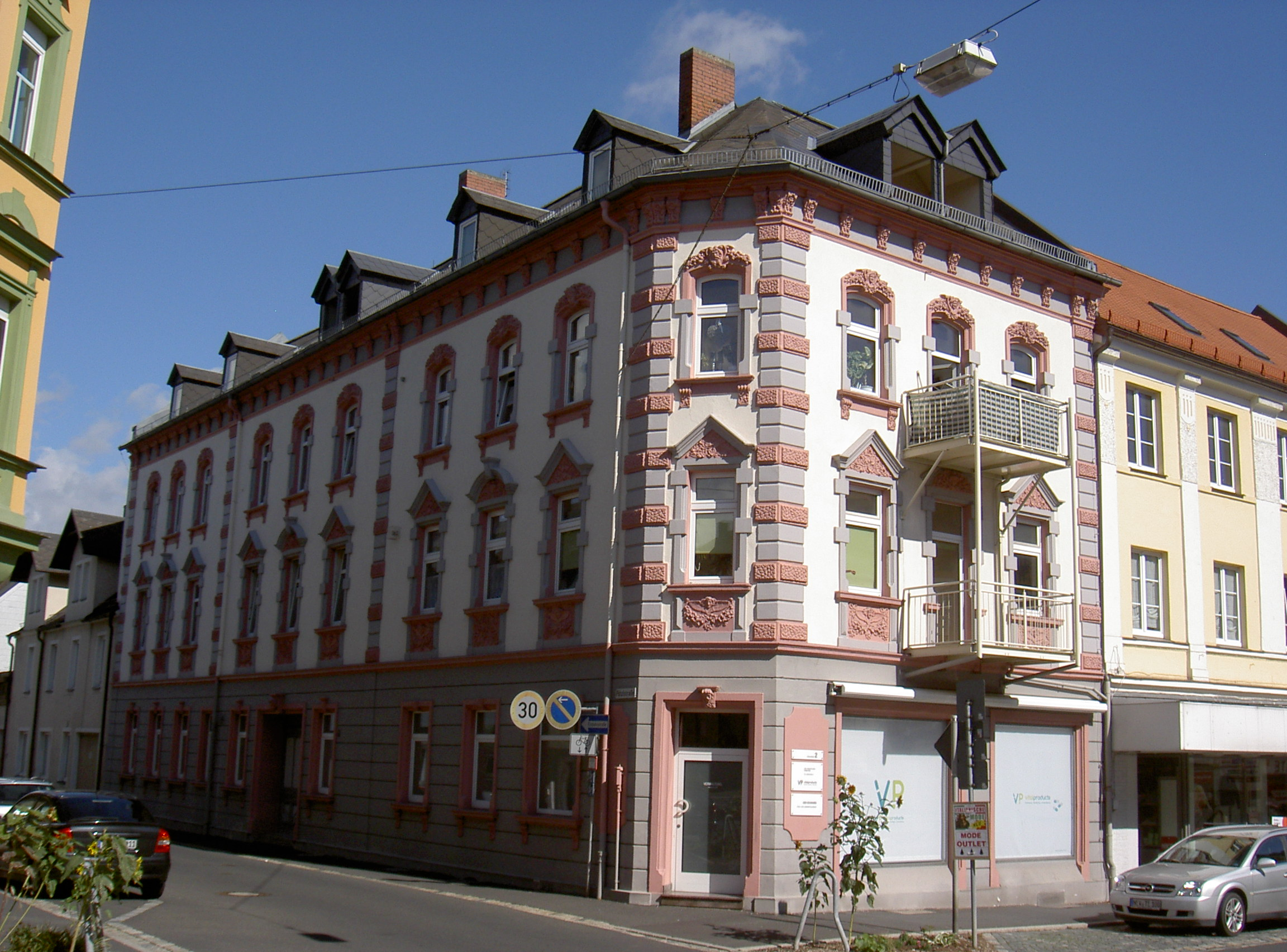
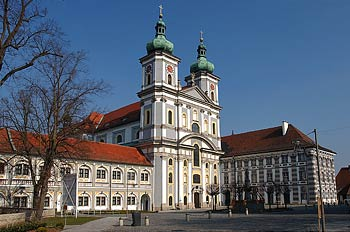
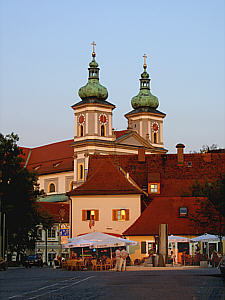
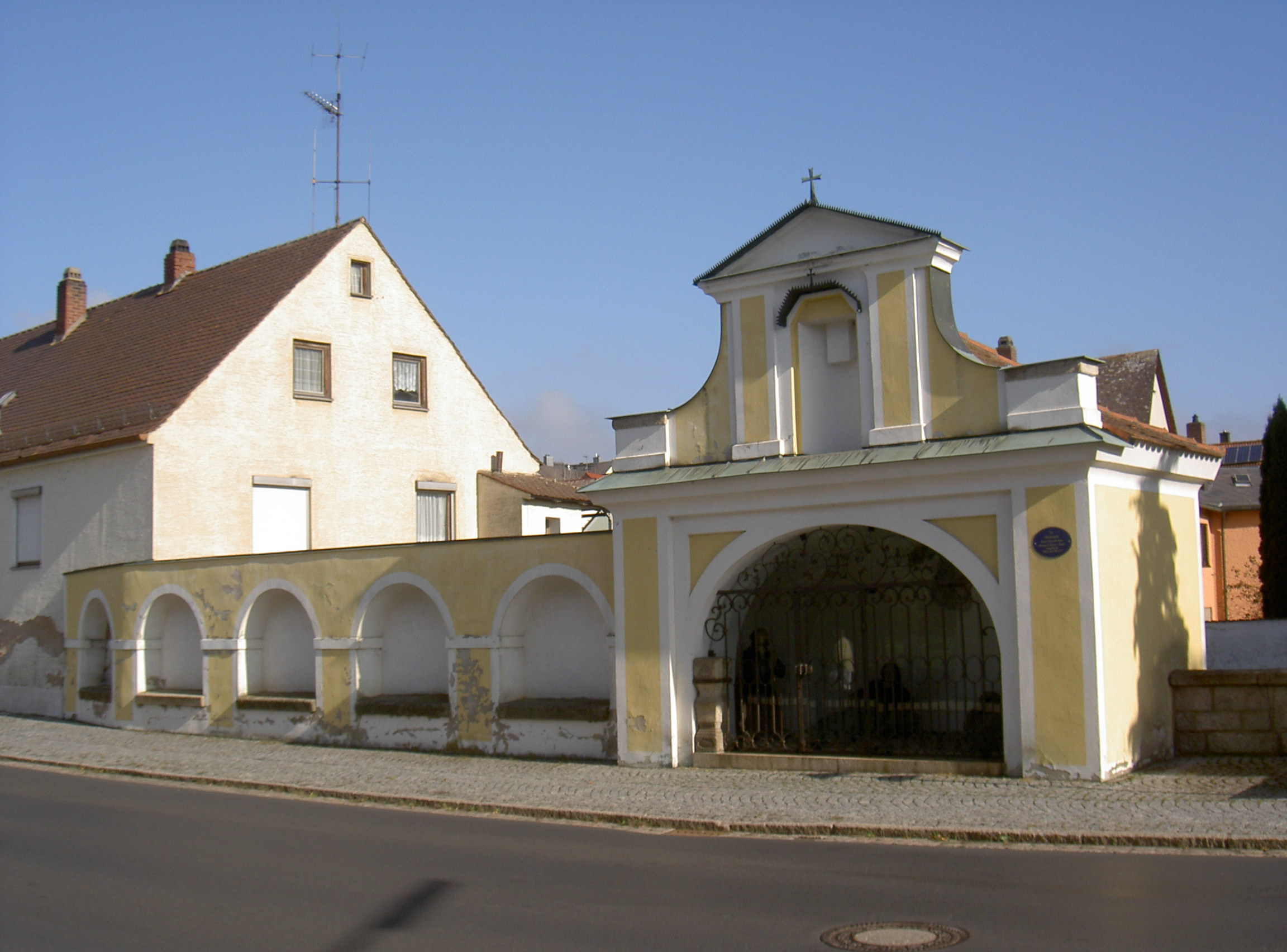
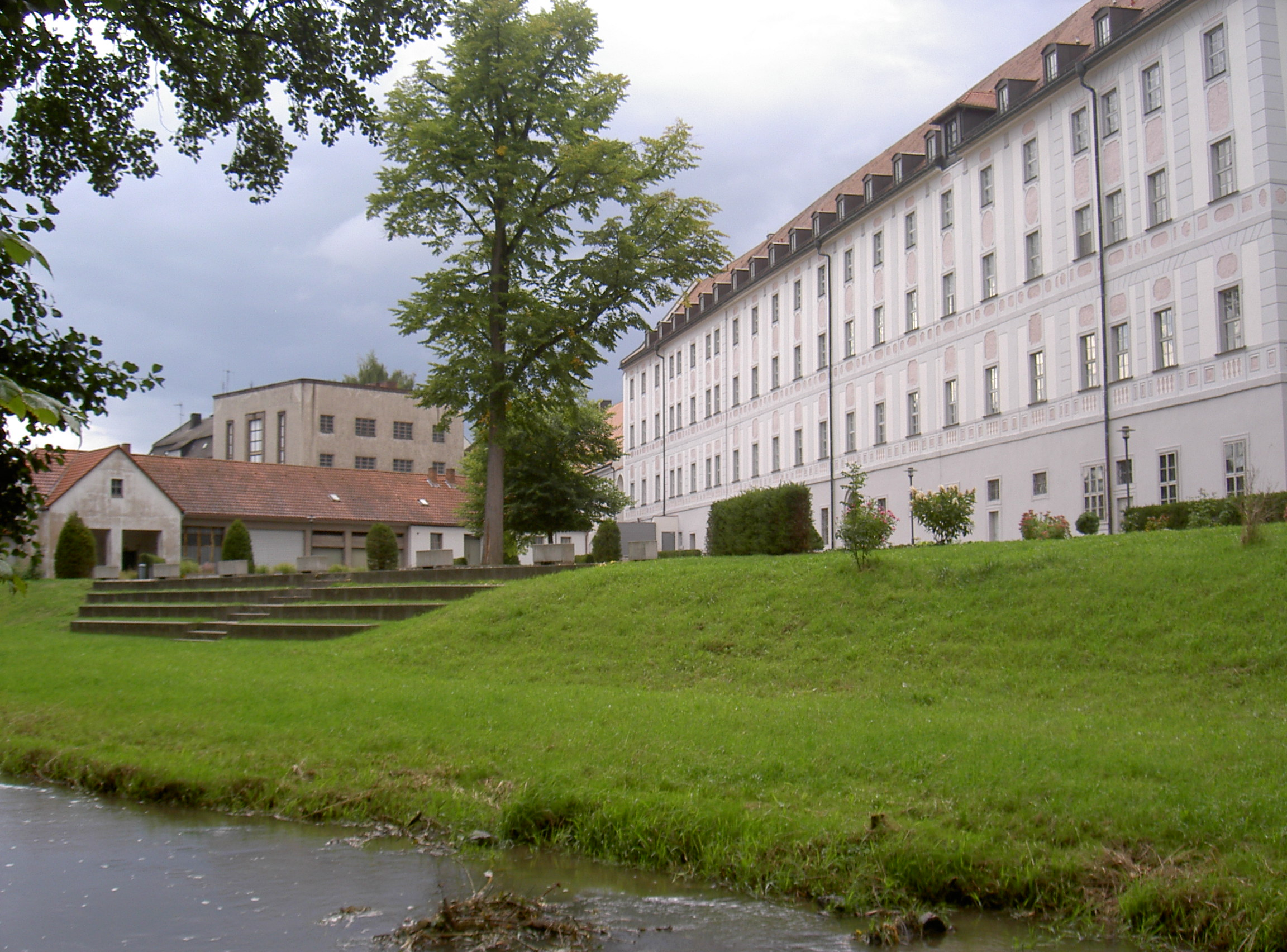
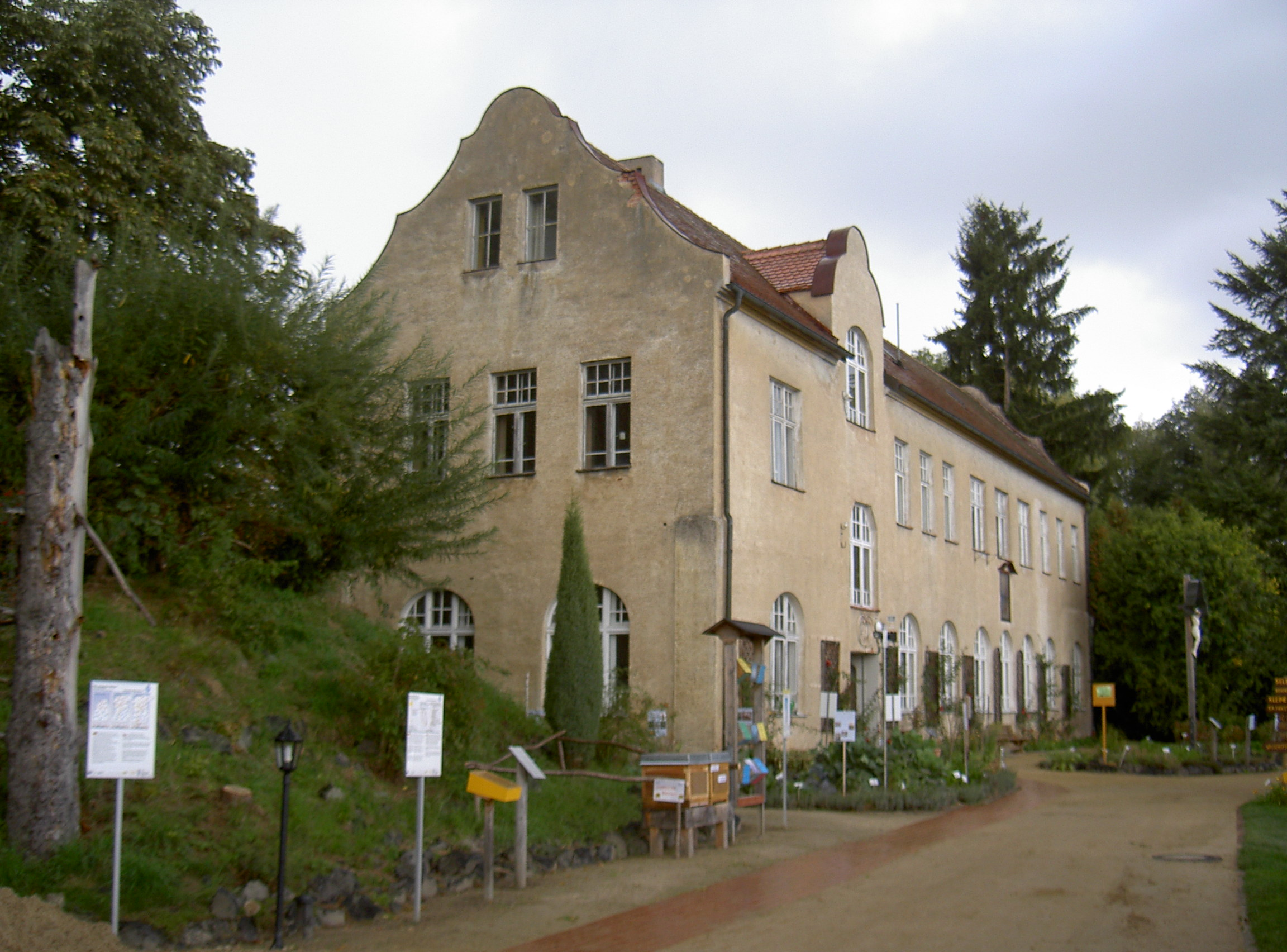
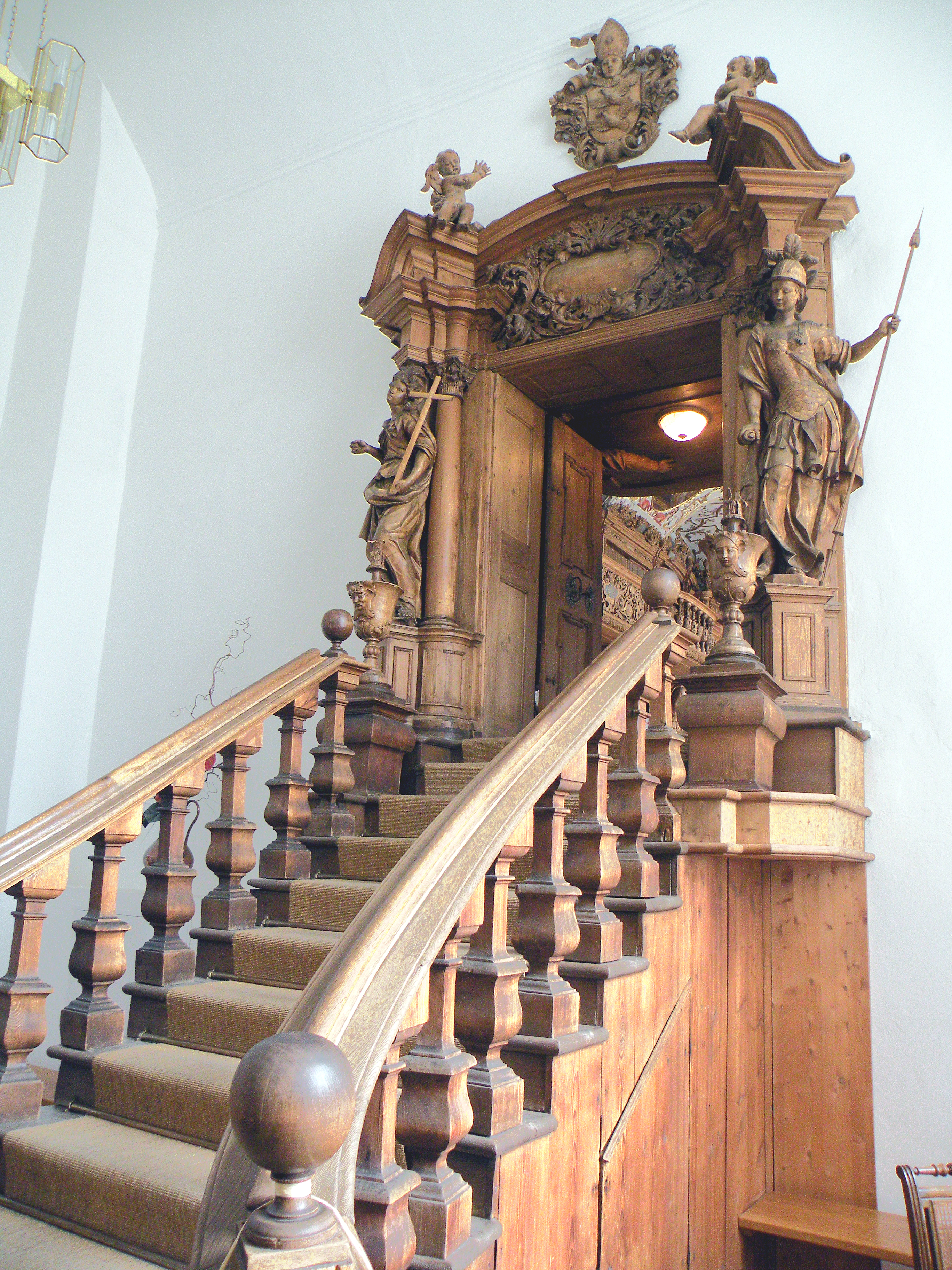
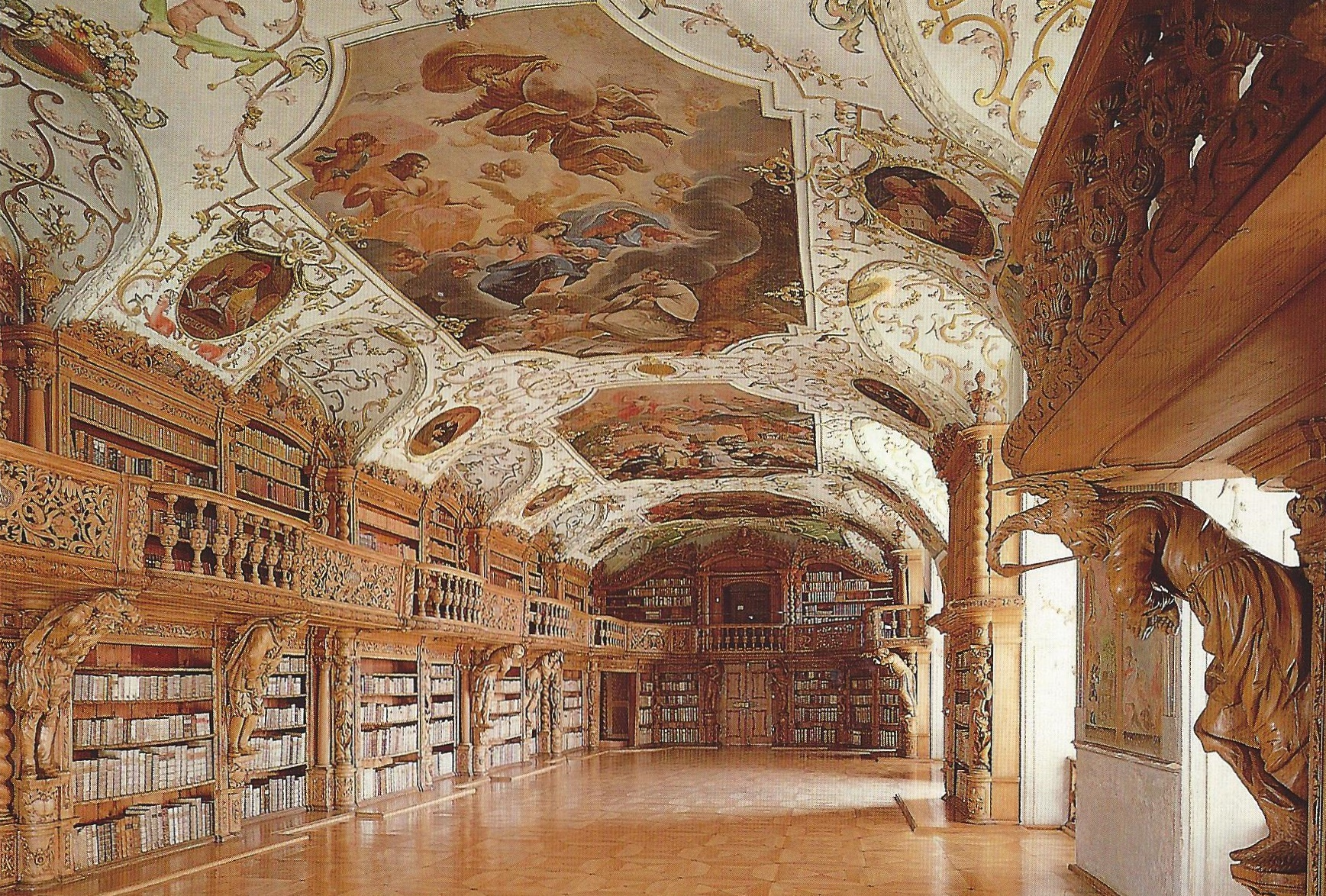
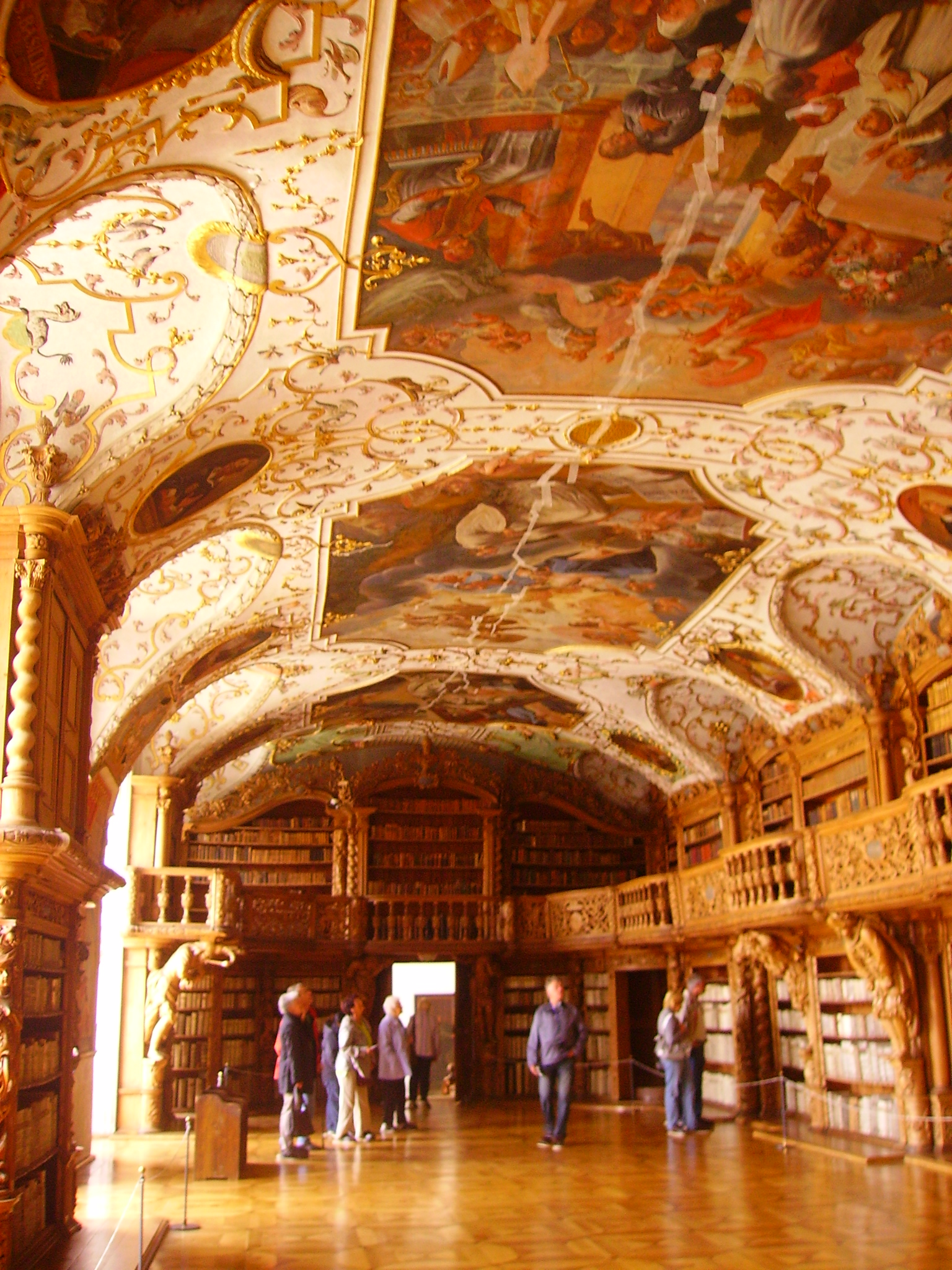

## Nevezetességei
- Ciszterci apátsága